# Ternay (Ródano)
Ternay| é uma comuna francesa na região administrativa de Auvérnia-Ródano-Alpes, no departamento de Ródano. Estende-se por uma área de 8,06 km². Em 2010 a comuna tinha 5 587 habitantes (densidade: 693,2 hab./km²).